# Moules-frites
Moules-frites en francès o mosselen met friet en neerlandès és el nom d'un popular plat de musclos (Mytilus edulis) i patates rosses originari de Bèlgica, tot i que també és popular al nord de França. És considerat un dels plats nacionals de Bèlgica.

## Història
Malgrat que les moules frites són populars a Flandes francès, sembla que tenen els arrels a la regió flamenca de Bèlgica. A la ciutat de Lilla, capital de Flandes való, nogensmenys, és el plat per excel·lència de la braderie, una mena de festa major. Bèlgica a més reclama ser el país d'origen de les patates fregides, però el seu origen és incert i molts altres estats també reclamen aquest títol.
Tot i això, el volum de musclos per al «plat nacional» produïts a la costa belga és minimal. La gran majoria prové de l'aqüicultura a l'estuari de l'Escalda oriental a Zelanda. Els Països Baixos exporten dos terços de llur producció de musclos cap a Bèlgica, un vint per cent al nord de França i només hi romanen uns quinze per cent per consum local. L'exportació anual hi varia entre 35.000 i 65.000 tones. Bèlgica importa també un centenar de tones de musclos de Flandes francès cultivats a Zuidkote als afores de Duinkerke a França, però la producció i la quantitat hi romanen artesanes.
Des del començament del segle xxi hi ha hagut intents de cultivar musclos belgues. Un primer assaig, el musclo «Belgica» criat en gàbies submergides al Mar del Nord davant la ciutat de Nieuwpoort, va tenir resultats prometedors. Un temporal va destruir les instal·lacions davant Nieuwpoort el 2010 i ara es crien a França. El nom no va engrescar gaire els flamencs republicans que van crear un concurrent, per al qual no van trobar cap nom flamenc i el van batejar en anglès «Flanders Queen Mussel» (musclo reina de Flandes). Hi ha va haver, devers el 2008, una veritable «Guerra dels Musclos» amb un control de salut que hauria descobert toxines DSC en una mostra de «Bèlgica». El controlador hauria sigut un amiguet de la «Flanders Queen». A més, la Queen hauria aprofitat subsidis per poder vendre a preus inferiors al cost. Els productors van querellar-se als tribunals. Finalment, ambdós projectes van fallir pel conflicte i per no ser adaptats a les dures condicions dels temporals vehements del Mar del Nord.
El 2017, un nou projecte experimental va ser impulsat per la Universitat de Gant amb un consorci d'empreses: una empresa de construcció marítima, el parc eòlic marítim Belwind, Sioen, un fabricant de tèxtil tècnic, unes empreses del sector dels mariscs i una cadena de supermercats. El projecte es va batejar «Edulis, cria de musclos en parcs eòlics marítims». El bo de la cria de musclos és el fet que aquests animals filtradors mengen les microalgues presents de manera natural i no fa menester nodrir-les. Per tant, aquesta aqüicultura redueix els nutrients, com el nitrogen i el fosfat, i ajuda a combatre el procés d'eutrofització del mar. La cria de musclos és doncs una tècnica sostenible. L'estudi ha provat que tècnicament i biològicament és possible criar musclos en alta mar d'excel·lent qualitat gastronòmica. El cost de producció encara queda un obstacle, entre d'altres per la distància, la necessitat de barques robustes adaptades al treball en alta mar, però l'estudi obre perspectives per desenvolupar un «multiús sostenible del mar».

## Recepta i variants
Es compta generalment entre un quilo i un quilo i mig (amb closca) per persona. Es poden cuinar de diverses maneres, però predomina la cocció al vapor. El brou tradicional dels moules nature, es fa de ceba o escalunyes, api verd, porro, julivert, llorer, sal i pebre. Se sofregeix la ceba i el porro tallat fi amb mantega clarificada. Quan la ceba esdevé transparent i lleugerament daurada, s'hi afegeixen les altres verdures i herbes i aigua, quantum satis. Es renten els musclos amb prou aigua freda, es treuen els trencats, els que floten i els que no es tanquen. Tot just abans de servir, es posen els musclos en el brou bullent. No se'ls ha de submergir, n'hi ha prou amb un quart de la cassola. Es fa tornar bullent, se sacseja la cassola, es torna a bullir. Hom repeteix aquesta operació tres vegades. Calen uns tres minuts. Si se'ls fa bullir massa, els musclos esdevenen gomosos.
Hi ha nombroses variants de la recepta. Per a moules marinières, al brou de base s'afegeix vi blanc o cervesa de blat (witbier). Hom hi pot afegir nata, all, gingebre, sofregit, celiandre, un xic de pell de llimona, ratatolha per fer els anomenats moules provençales que no tenen res de provençal… La recepta de base permet tota mena de creativitat.
Els musclos i les patates se solen servir en plats separats per evitar que les patates s'estovin. Sovint, els musclos se serveixen en la mateixa cassola que s'ha utilitzat per cuinar-los. La cassola típica té una tapa fonda que serveix per deixar les closques, si no, es fa servir un plat buid. Es posa una cullera, car el brou al fons de la cassola es pot menjar com una sopa. Alternativament, el que queda del brou és una bona base per fer un suquet de peix.
Una porció normal té unes 500 a 600 calories, a més aporten omega 3, vitamina B12, seleni i altres bioelements. Es recomana no exagerar amb la quantitat de patates fregides i de maonesa. Els millors mesos per degustar musclos són els que tenen una «r» en el nom: gener, febrer, març, abril, setembre, octubre, novembre i desembre.